# Borne routière de Konin
La borne routière de Konin est une borne romaine placée en 1151 à mi-chemin entre Kalisz et Kruszwica, sur la route de l'ambre. Elle est inscrite en 1953 au titre des monuments historiques.

## Histoire
Érigée à l'initiative probable de Piotr Włostowic (ou selon d'autres hypothèses, Piotr Wszeborowic, palatin sous Boleslas IV de Pologne ou komes Wszebor, palatin sous Boleslas III Bouche-Torse), la borne haute de 2,52 m est aujourd'hui la plus ancienne gravée située au-delà des frontières de l'Empire romain.

### Position géographique
Située pendant plusieurs siècles sur la place du château (ancien château Garncarski), à environ 52 km de Kalisz et autant de Kruszwica, la borne a été déplacée en 1828 près de l'église Saint-Bartholomé de Konin.

## Mention gravée

### Inscription en latin
Quelques caractères sont manquants (mais indiqués ci-après)
- ANNO AB INCARNAT(ione) D(omi)NI N(ost)RI M.C.L. PRIMO
- IN CALIS HIC MEDIV(m) D(e) CRVSPVICI FORE PVNCT(um) INDICAT ISTA VIE FORMULA E(t) IVSTITIE
- QVA(m) FIERI PETR(us) IVSSIT COMES HIC PALATIN(us) HOCQ(ue) SOLLERT(er) DIMIDIAVIT IT(er)
- EIVS VT ESSE MEMOR DIGNETVR Q(u)ISQ(ue) VIATOR CV(m) PRECE P(ro)PICIV(m) SOLLICITANDO DEV(m)